# Zatoka Koryncka
Zatoka Koryncka (gr. Κορινθιακóς κóλπος, Korintiakos Kolpos) – głęboka, wąska zatoka, wschodnia odnoga Morza Jońskiego, od którego oddziela ją na zachodzie Zatoka Patraska. Położona wewnątrz Grecji, rozdziela Peloponez (na południu) od kontynentu (na północy). Rozciąga się od cieśniny Riońskiej na zachodzie, po Przesmyk Koryncki na wschodzie.
 Długość akwenu 130 km, szerokość 8,4–32,0 km, głębokość do 935 m. Wody zatoki bogate w ryby.
 Na północno-zachodnim skraju zatoki, miasto portowe Naupaktos (dawniej nazywane Lepanto).

## Geologia
Zatoka Koryncka ma pochodzenie tektoniczne i pod względem geologicznym jest stosunkowo młoda gdyż liczy około 1-2 mln lat. Badania geotektoniki tego obszaru wskazują na jego aktywność powodującą, że północny i południowy brzeg zatoki oddalają się od siebie o około 15 mm rocznie. Naprężenia jaki występują w uskoku leżącym pod zatoką powodują częste trzęsienia ziemi. Ostatnie duże trzęsienie ziemi miało miejsce w lutym i marcu 1981 roku. Najsilniejsze osiągnęło siłę 6,7 magnitudy, i spowodowało poważne uszkodzenia domów w Perakora, Pision i Skinos - miejscowościach leżących na południowym brzegu zatoki. Przez kolejne 7 tygodni wystąpiło bardzo wiele mikrowstrząsów.